# Réserve naturelle de Sharaan
La réserve naturelle de Sharaan est un espace naturel protégé, situé dans la province de Médine, en Arabie saoudite.
Elle est particulièrement reconnue comme étant le plus grand musée à ciel ouvert au monde, avec la présence de centaines de sites antiques et protohistoriques, d'inscriptions et de peintures rupestres, de canyons et de paysages rares, d'une faune et d'une flore désertique endémiques, ainsi que la présence d'espèces protégées réintroduites dans les années 2020.

## Géographie
La réserve s'étend officiellement sur 1 500 km2 à l'est de la ville d'Al-'Ula ; cependant, le territoire naturel de cette région est d'environ 25 000 km2.

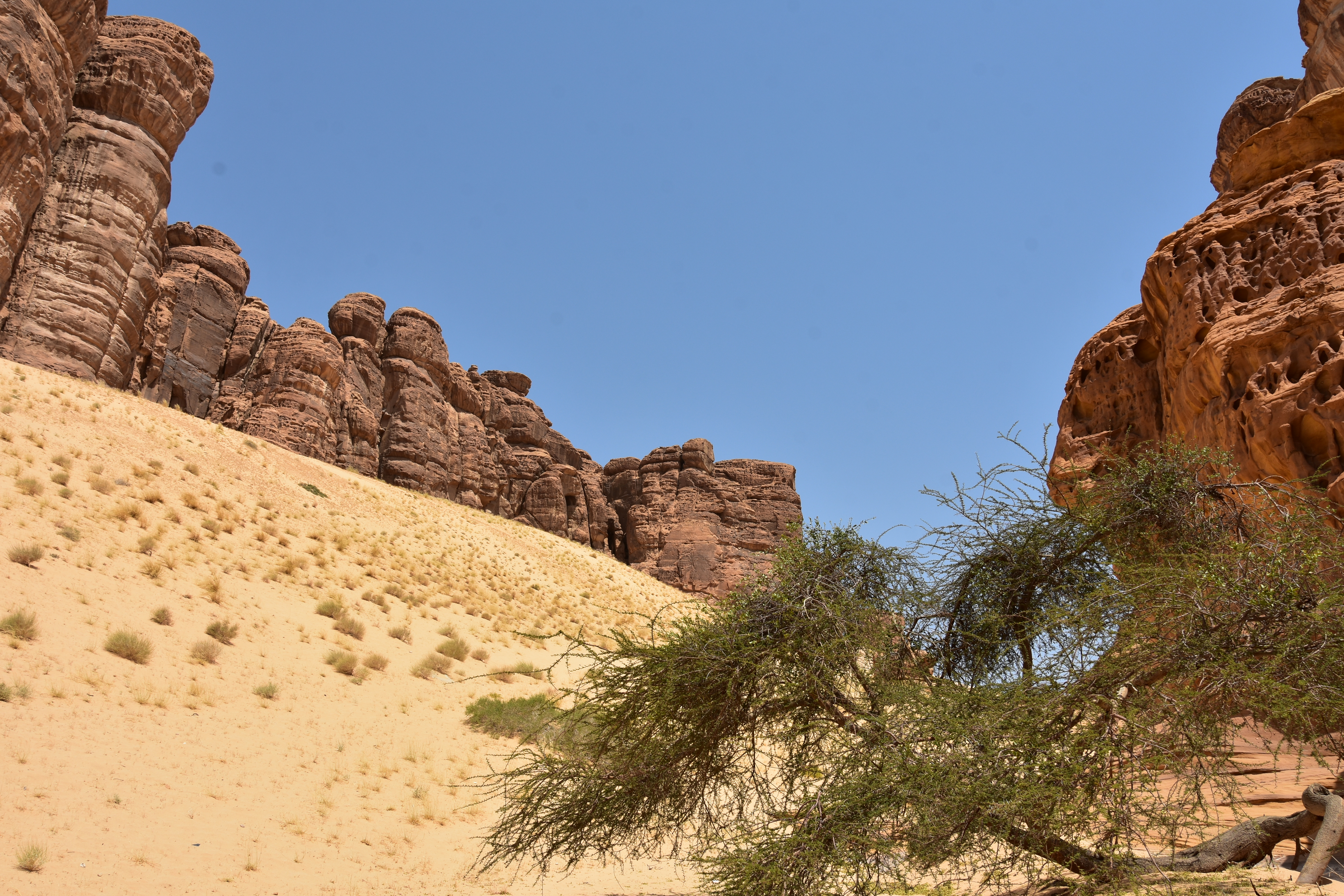
Paysage de la réserve ; le désert domine, malgré la présence de gueltas, d'oasis et de cours d'eau saisonniers.
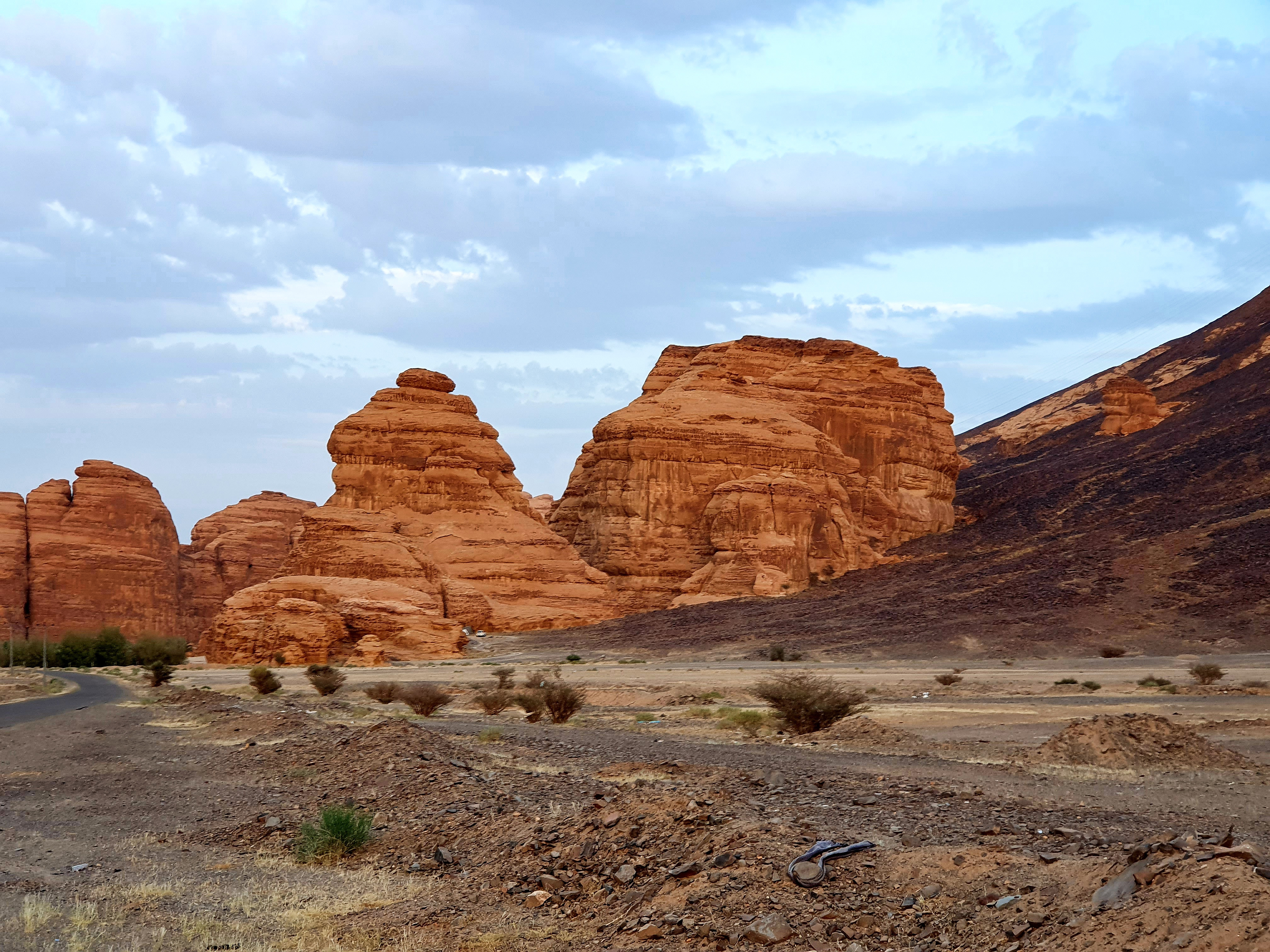
Paysage (2021).
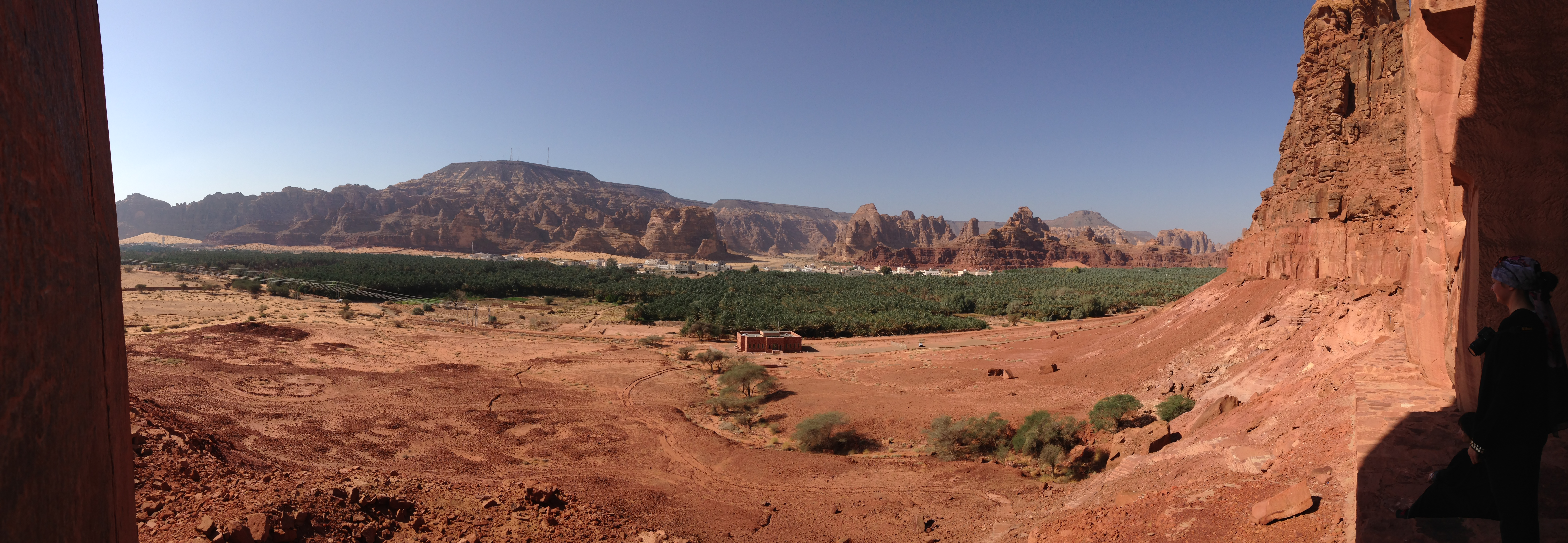
Site agricole aux abords de la Réserve, vu depuis un habitat historique troglodyte.
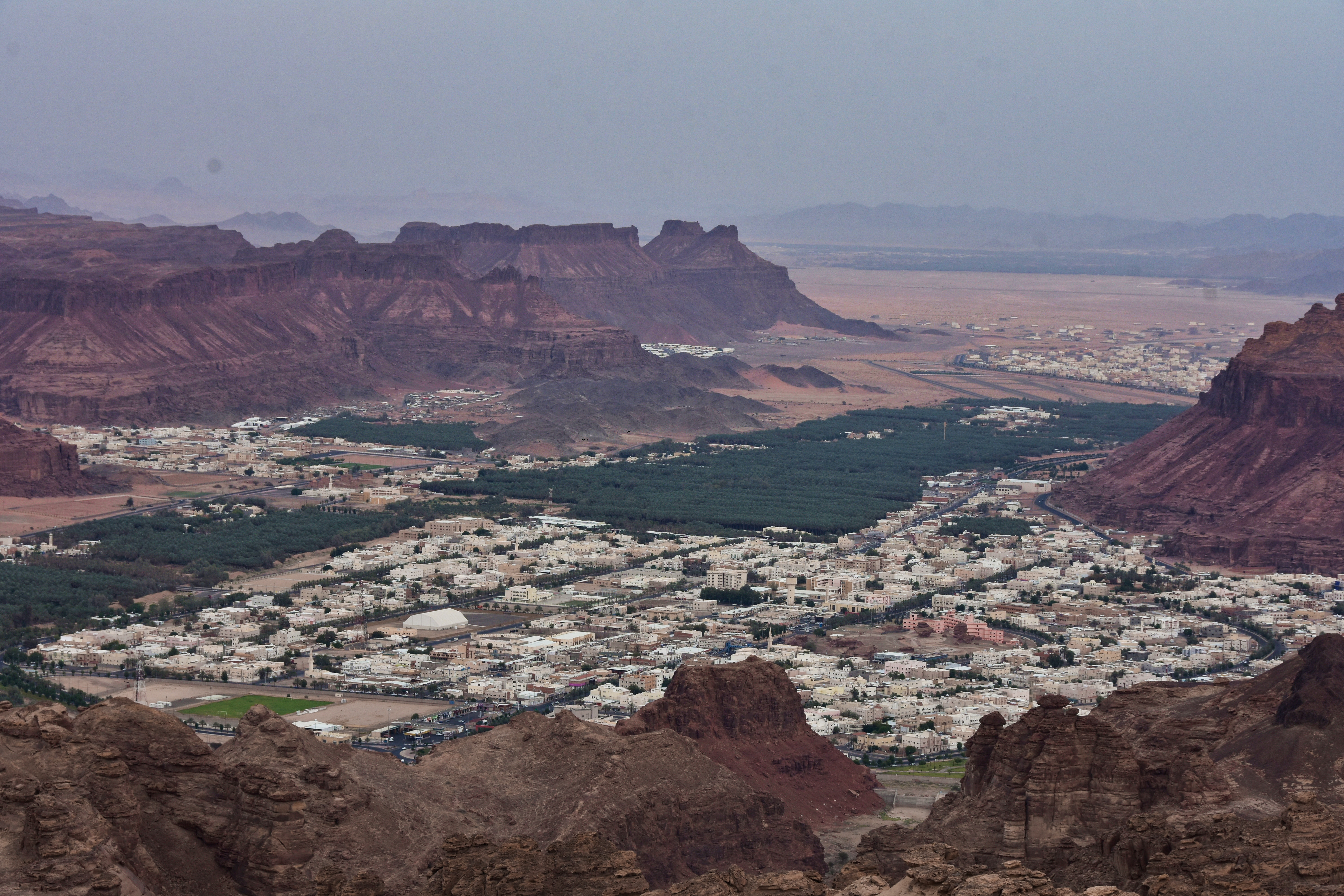
La ville d'Al-Ula. Sur la gauche, la réserve.
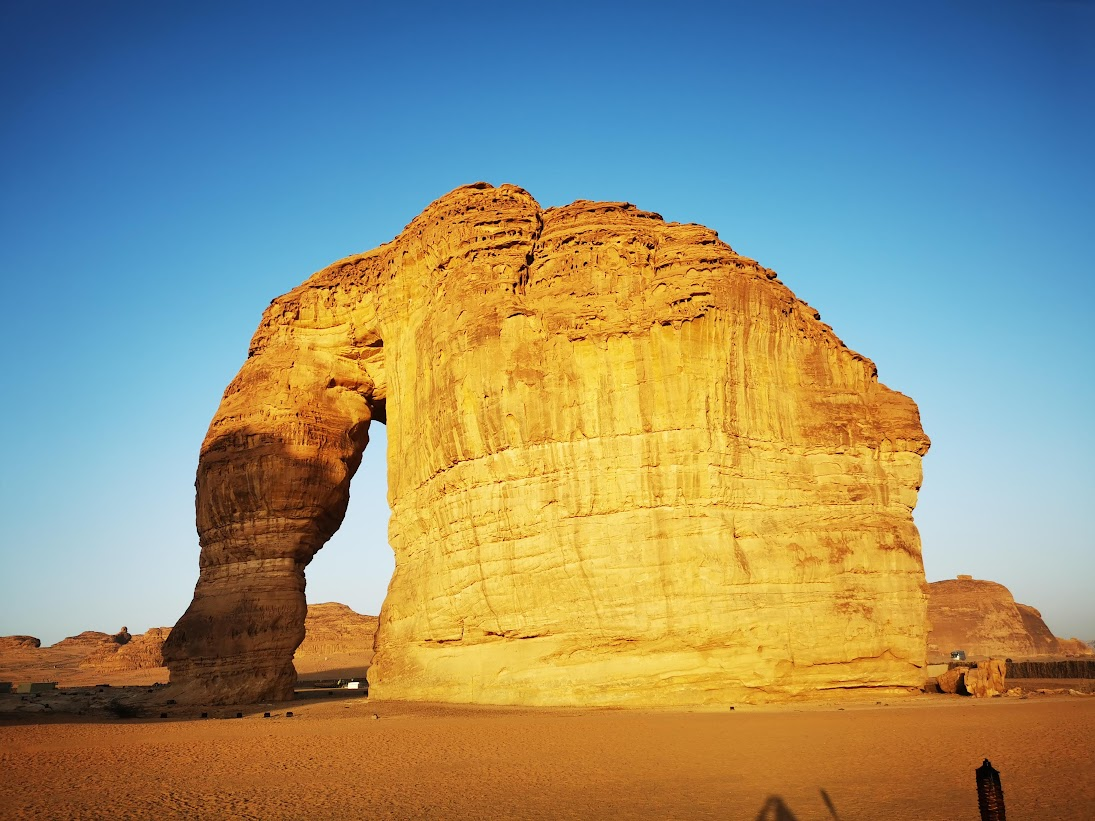
Le fameux rocher à l'éléphant (Elephant Rock).

## Biodiversité

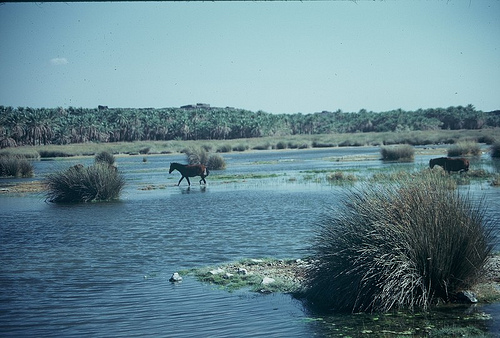
Vallée d'Al-Ula après la pluie, années 1970.

Al-'Ula est un ancien centre agricole et ce secteur est toujours en développement notamment dans ses faubourgs. C'est pour inverser la disparition d'espèces sauvages endémiques à cette zone – causée notamment par l'élevage (introduction incontrôlée d'espèces domestiques) et l'agriculture de plus en plus présents – que des espèces sont réintroduites au tournant des années 2020.

## Faune
Malgré un désert aride et des températures atteignant régulièrement 50°c, la région abrite de nombreux animaux sauvages de grande taille (mammifères) notamment des autruches à cou rouge au plumage fourni, des bouquetins de Nubie et des Gazella bennettii. Sharaan constitue également un sanctuaire pour des espèces telles que le lièvre du Cap, l'hyrax des rochers (semblable à une marmotte) et une grande variété d'oiseaux.
Des guêpiers, des alouettes huppées et des aigles sillonnent à présent le ciel de la réserve.
Le loup d'Arabie et le Renard roux d'Arabie – tous deux en voie de disparition – parcourent à nouveau la région, témoignant d'un écosystème en bonne santé.
Dès la restauration à l'état primaire de cet écosystème, le léopard d'Arabie – en danger critique d'extinction dans la péninsule arabique – fut également réintroduit. Un centre de reproduction en captivité, spécialement dédié au léopard, a vu le jour dans les années 2010 à Taëf ; tous les individus réintroduits en Arabie saoudite viennent et viendront de ce centre.

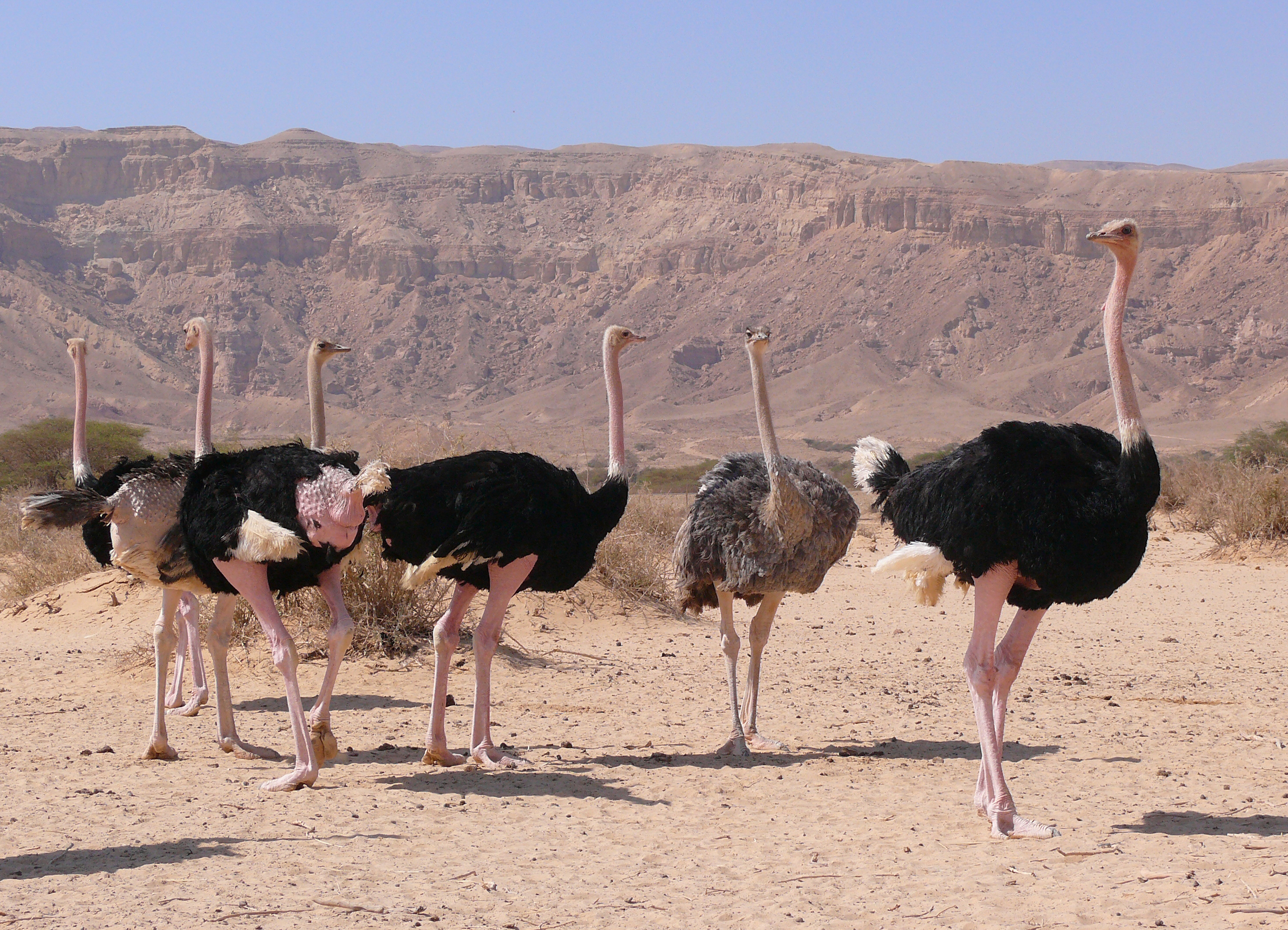
Autruches à cou rouge
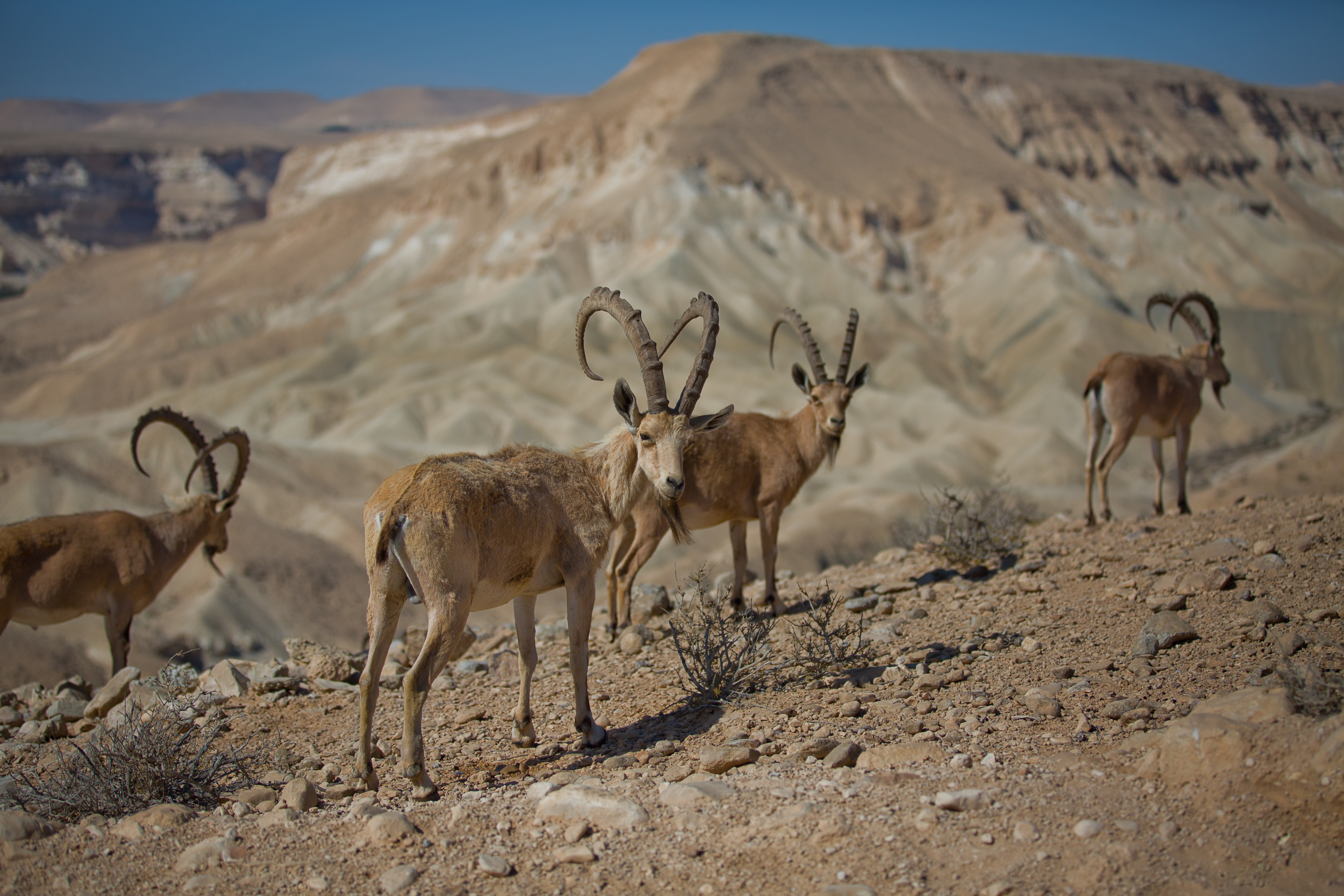
Bouquetins de Nubie
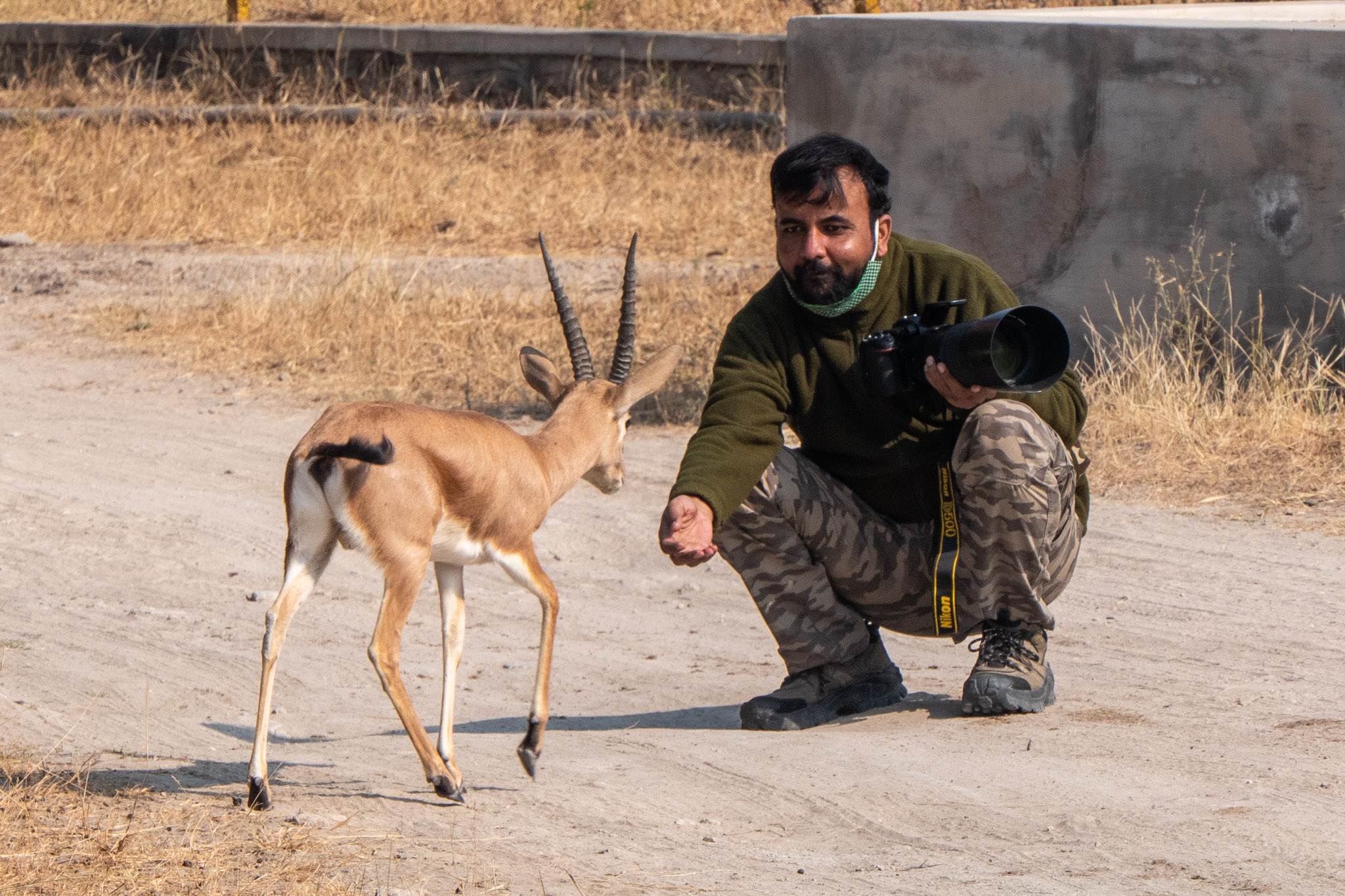
Malgré sa petite taille, la gazelle «idimi» est parfois moins farouche que ses cousines africaines
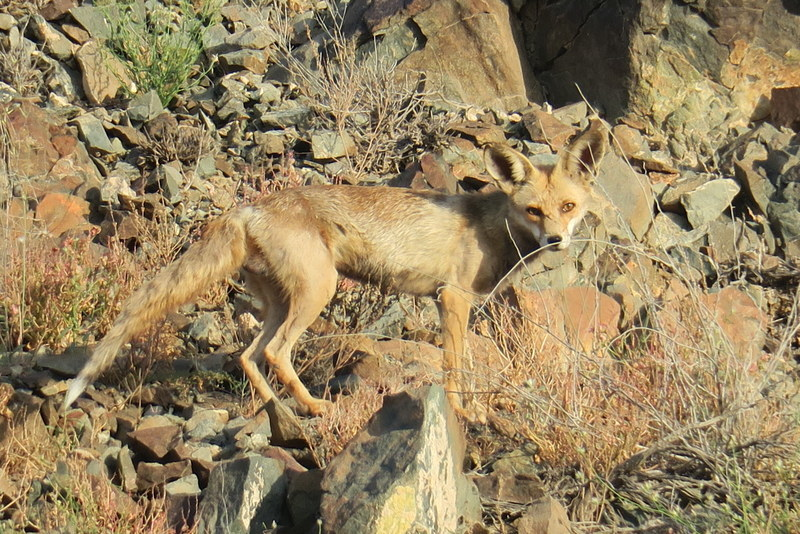
Renard roux d'Arabie
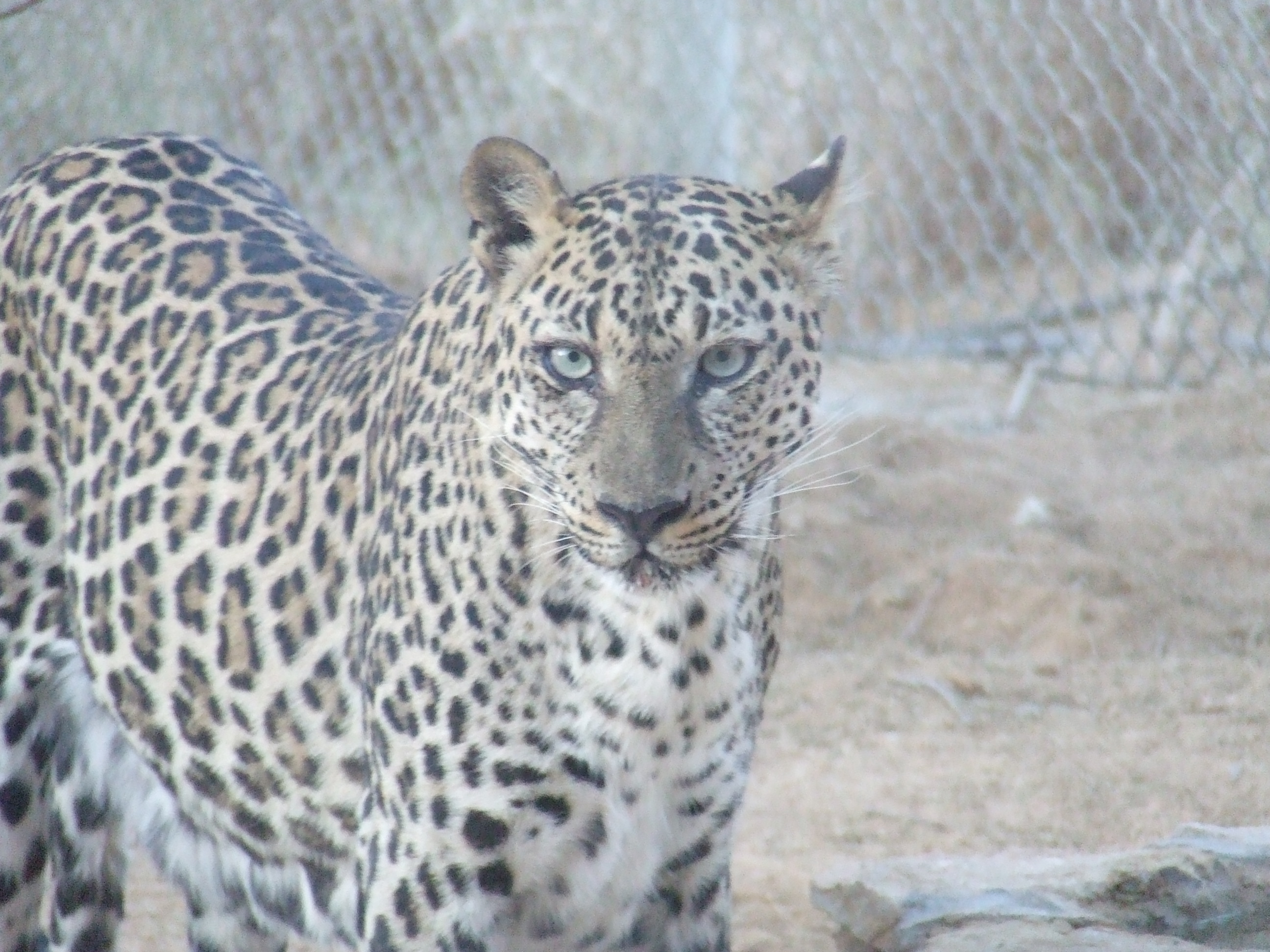
Léopard d'Arabie au Centre de reproduction d'espèces arabiques menacées (Breeding Centre for Endangered Arabian Wildlife) à Sharjah, Émirats arabes unis

## Flore
Les acacias sont endémiques à Sharaan et, au début des années 2020, ces arbres ont été replantés pour favoriser l'écosytème animal qui en dépend.
Pulicaria incisa est une herbe aromatique typique des régions arides de la péninsule, aux petites fleurs jaunes.

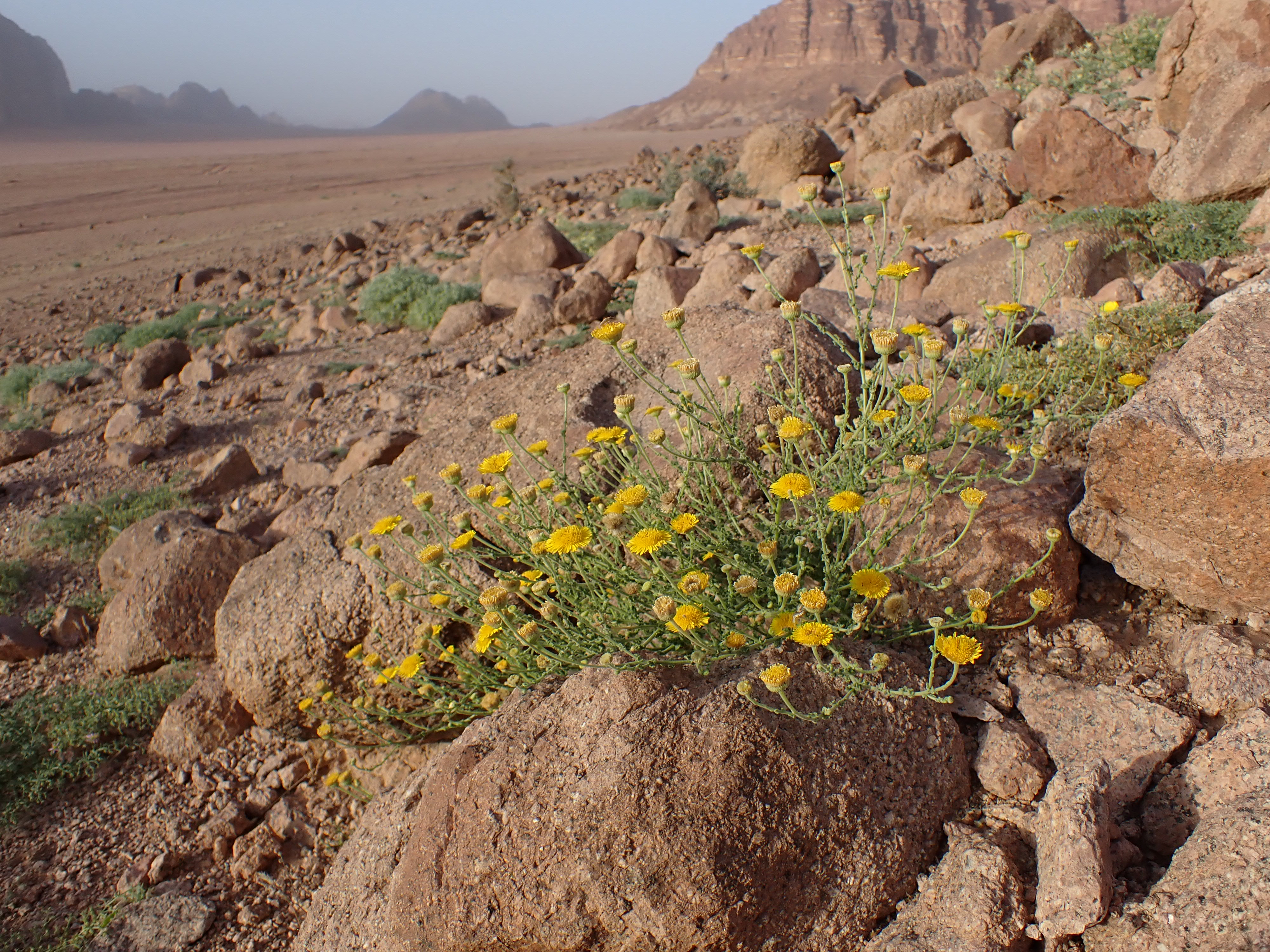
Pulicaria incisa
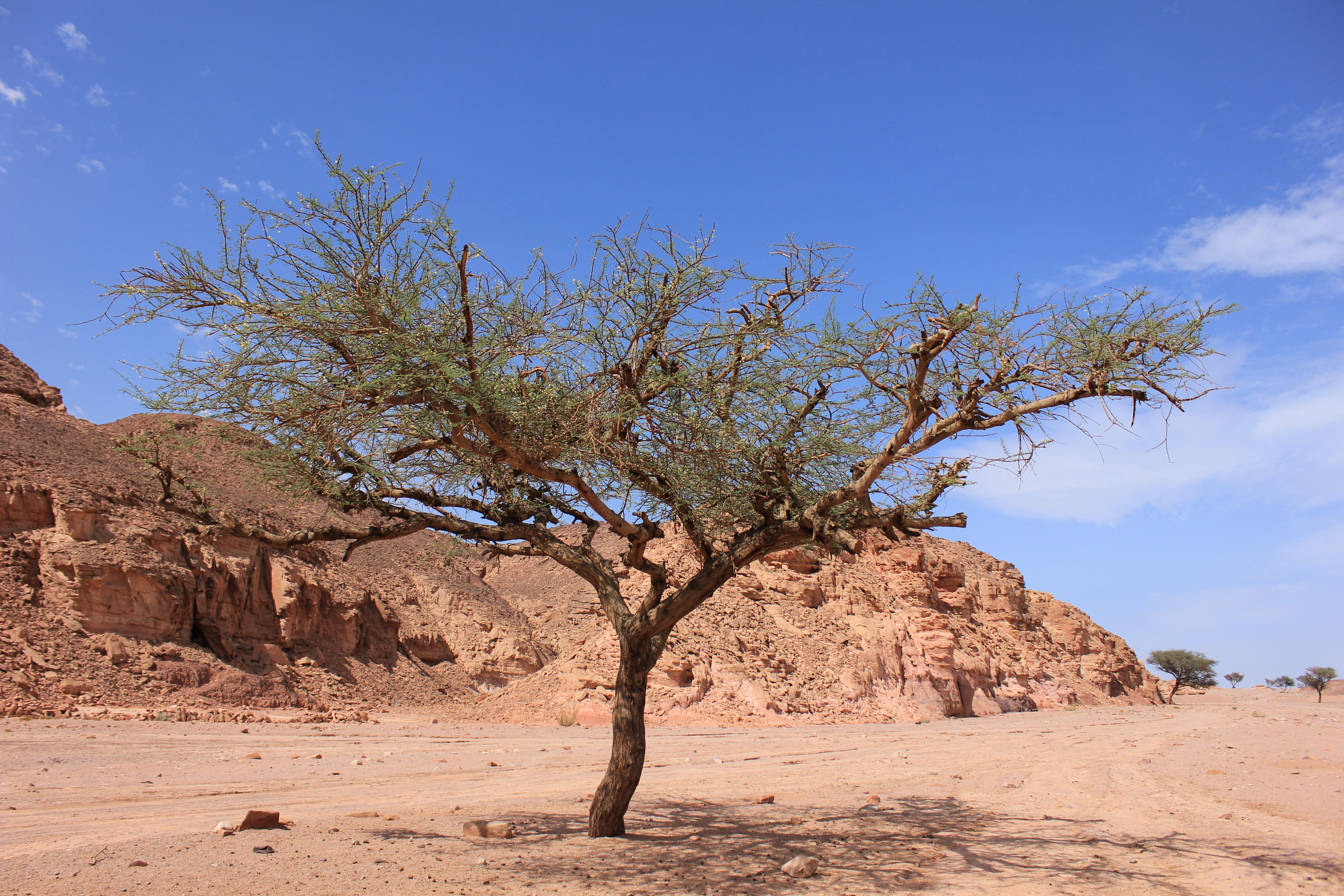
L'acacia est souvent la principale source d'énergie pendant des mois, pour plusieurs espèces de mammifères

## Histoire et patrimoine
Dans les années 2010, le constat est fait d'une aire naturelle d'exception, mais complètement oubliée et dont l'écosystème est voué à disparaître à court terme. Le directeur du programme de préservation auprès de l'ONU, Stephen Browne, directeur du programme du patrimoine naturel et de la faune de l’UCR, détaille : «Nous avons trouvé la réserve de Shaaran dans un véritable état de dégradation en raison du surpâturage, de l’abattage d’arbres et de la chasse excessive». «Le climat est devenu plus chaud, plus désertique, en raison du manque de végétation».
Des éleveurs étaient venus dans cette région depuis d'autres régions d'Arabie avec de nombreux troupeaux (moutons et chèvres) comptant souvent des milliers de têtes, afin de leur faire paître l’herbe de la réserve. Ces nouveaux habitants avaient alors abattu des arbres en masse pour construire des maisons et se chauffer. La faune disparaissait à cause des abus de la chasse et du braconnage.
En 2018, le prince héritier Mohammed ben Salmane approuve la mise en place de la Royal Commission For Al Ula (RCU) qui investit 35 millions de dollars (~31 millions d'euros) dans le développement écologiquement responsable de la région ; ceci dans le cadre du plan national Vision 2030. La réserve est donc le projet phare de l'investissement public dans le secteur touristique de la région.
Dans ces investissements, le gouvernement saoudien est notamment assisté par la Banque Mondiale, l'UNESCO et l'UICN, qui proposent financements et expertises dans la mise en place de la réserve.
Lors de l'inauguration officielle de la réserve, mi-février 2023, des gardes forestiers locaux formés par la Saudi Wildlife Authority en collaboration avec le Mweka Wildlife College (en Tanzanie) ont relâché 10 bouquetins de Nubie, 10 autruches à cou rouge et 20 gazelles «Idmi» dans la réserve.

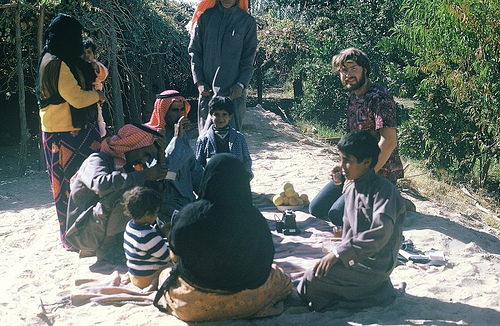
Une famille du bassin d'Al-Ula dans les années 1970.
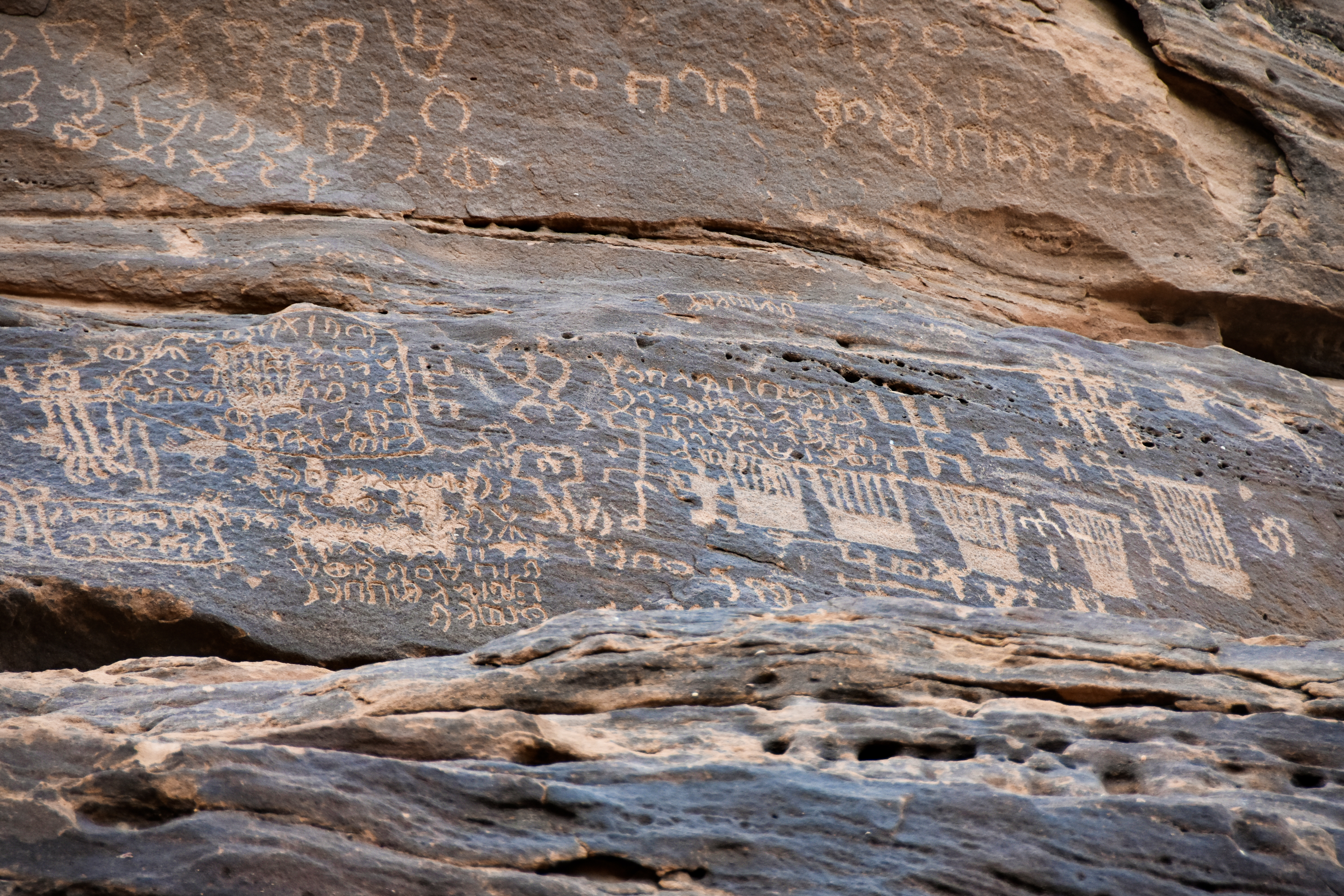
Site d'inscriptions protohistoriques (Ier millénaire avant notre ère) au Jebel Ikmah. Des dizaines de sites comme celui-ci sont recensés dans et autour de la Réserve de Sharaan.
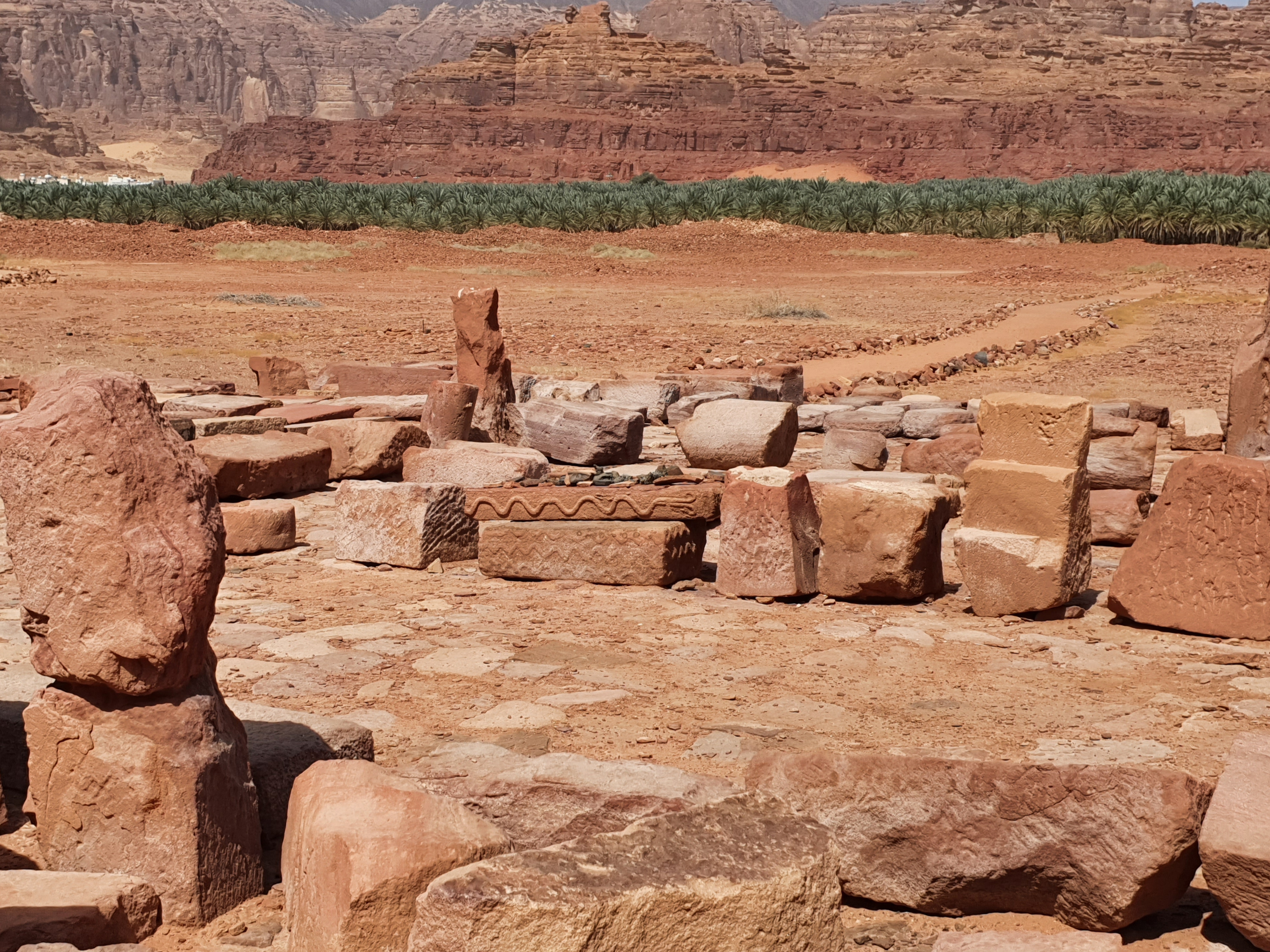
Site protohistorique de Dadan aux portes de la réserve.
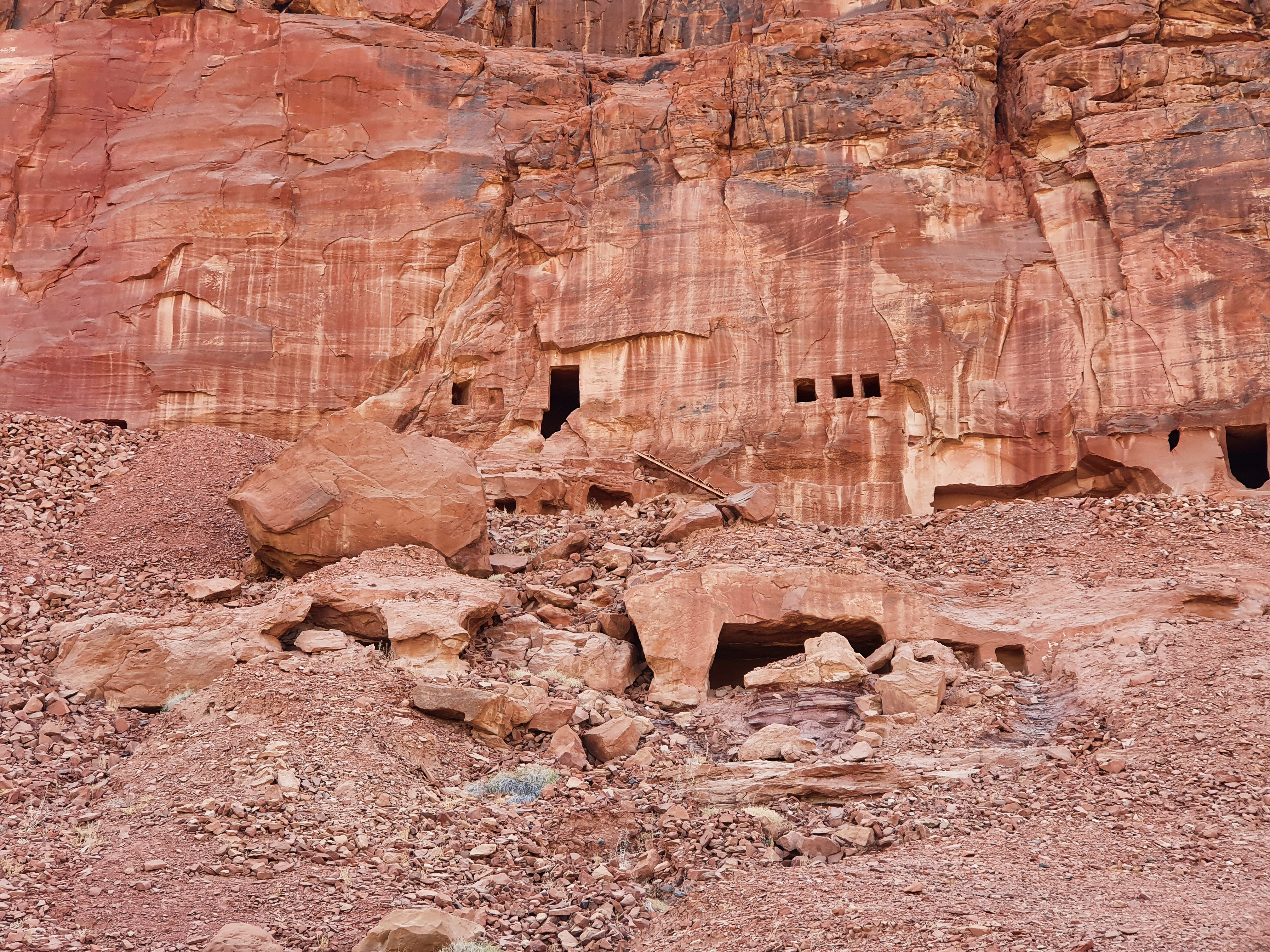
Tombeaux et habitations troglodytes protohistoriques.
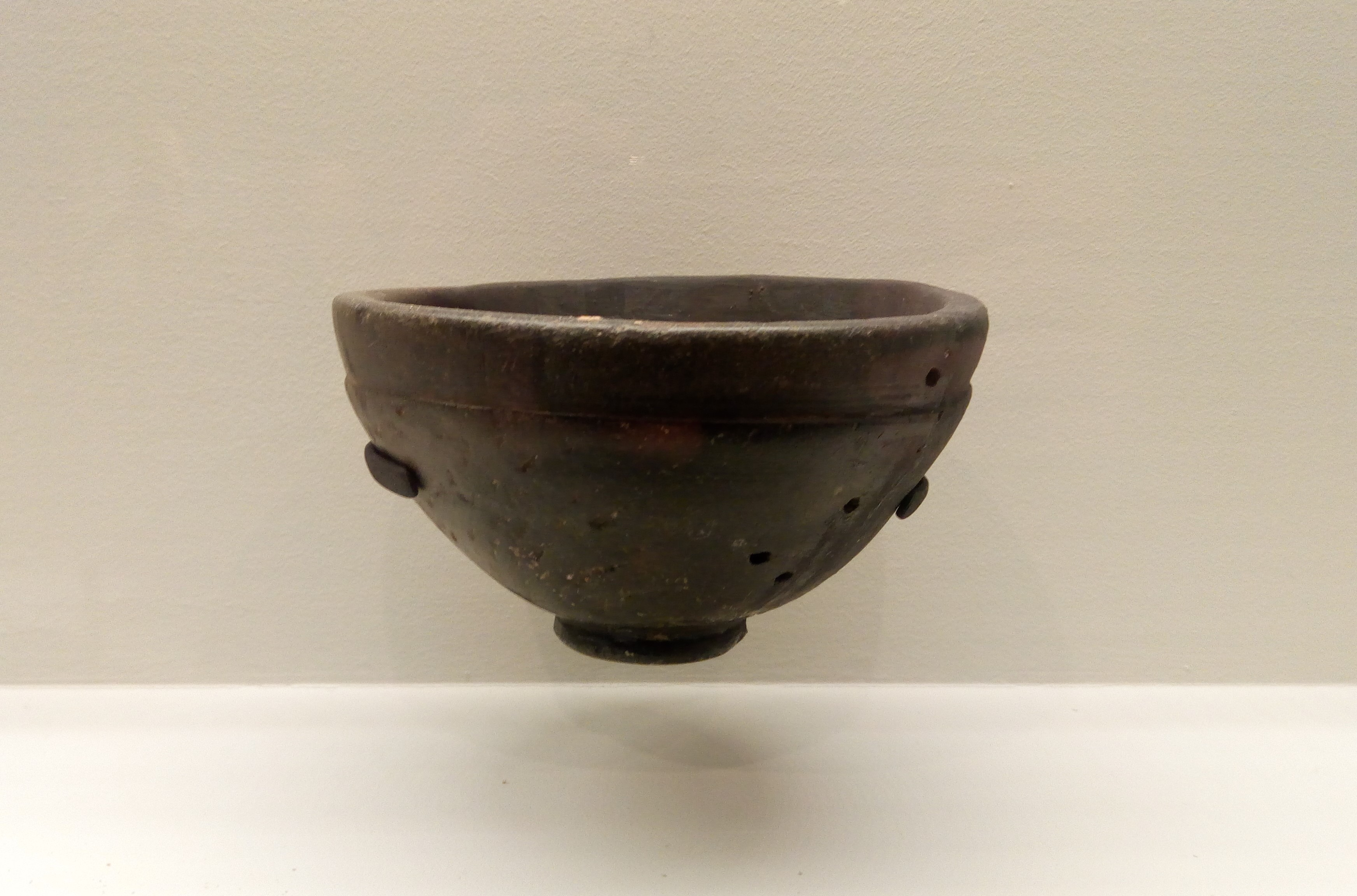
Bol en basalte, env. Ve siècle av. J.-C.
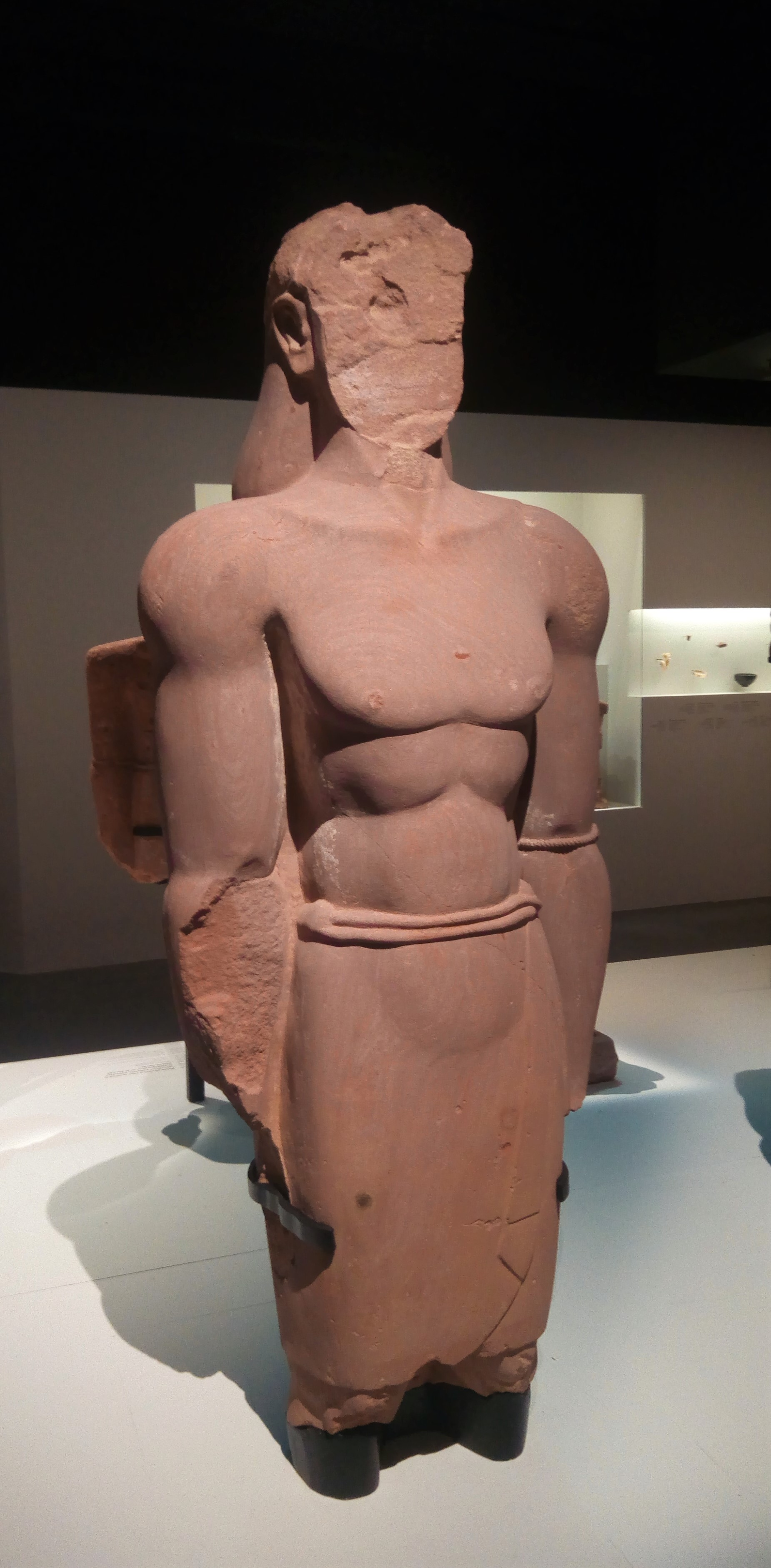
Statue d'homme brisée à hauteur de genoux, retrouvée dans la zone de la réserve, au site de Dadan, env. Ve siècle avant.

## Tourisme
En plus de la réintroduction d'espèces endémiques menacées d'extinction, le projet s'attache à créer une montée en gamme de la clientèle touristique locale et internationale.
La zone est plus particulièrement dédiée à une forme d'écotourisme, notamment grâce à la création de l'hôtel de luxe The Sharaan, dont le projet architectural a été confié à Jean Nouvel. Cet hôtel en forme de dôme, en plein désert, est creusé et aménagé à l'intérieur d'un rocher, en respectant une charte raisonnée de consommation énergétique (ventilation naturelle, éclairage minimal, récupération des eaux), une mise en valeur des points de vue naturels environnants et l'aspect extérieur du bloc, rappelant la tradition régionale troglodytique.